# Palpares apicatus
Palpares apicatus är en insektsart som beskrevs av Navás 1935. Palpares apicatus ingår i släktet Palpares och familjen myrlejonsländor. Inga underarter finns listade i Catalogue of Life.